# 천축
천축(天竺)은 한자 문화권에서 전통적으로 인도를 가리킬 때 사용하던 단어이다.
인도 아대륙에 중부, 동부, 서부, 북부, 남부 등 다섯 개의 지역이 있었기 때문에 오천축(五天竺)으로도 불렸다.